# Stomachetosella distincta
Stomachetosella distincta is een mosdiertjessoort uit de familie van de Stomachetosellidae. De wetenschappelijke naam van de soort is voor het eerst geldig gepubliceerd in 1952 door Osburn.